# Aleksander Szuch
Aleksander Szuch ps. „Marmur” (ur. 26 stycznia 1896 w Pietniczanach, zm. 11 czerwca 1990 w Warszawie) – wachmistrz Wojska Polskiego, kawaler Orderu Virtuti Militari, działacz niepodległościowy.

## Dzieciństwo i młodość
Urodził się 26 stycznia 1896 w Pietniczanach, w ówczesnym powiecie winnickim guberni podolskiej, w rodzinie Feliksa i Konstancji z Sadowskich. Później jego rodzina przeniosła się w okolice Warszawy. Skończył prywatną szkołę powszechną w Żyrardowie a później 3 lata uczęszczał do szkoły technicznej, z której został wyrzucony z wilczym biletem za działalność niepodległościową. W 1914 wstąpił do Polskiego Czerwonego Krzyża i wyjechał do Rosji.

## Lata żołnierskie
15 listopada 1916 został powołany do Armii Rosyjskiej i wcielony do 3 Dywizji Kaukaskiej, w której służył do 20 września 1917. Po rozwiązaniu dywizji na Ukrainie wstąpił na ochotnika do I Korpusu Polskiego w którym służył aż do rozbrojenia (w trzecim szwadronie). Po powrocie do kraju w dniu 6 września 1918 przyjął pseudonim „Marmur” i wstąpił do Polskiej Organizacji Wojskowej. Za tę działalność został odznaczony Medalem Niepodległości. Działał na terenie województwa lubelskiego. W marcu 1918 brał udział w napadzie na posterunek żandarmerii w Komorowie, a następnie do ostatnich dni października 1918, prowadził na terenie powiatu tomaszowskiego działalność kulturalno–oświatową. Brał czynny udział w rozbrajaniu okupantów na terenie Tomaszowa Mazowieckiego i pobliskich mniejszych miasteczek oraz walczył z Ukraińcami na przełomie października i listopada 1918.
Wyjechał do Warszawy gdzie spotykał swoich dawnych przełożonych – towarzyszy broni rotmistrza Mikołaja Waraksiewicza, por. Kazimierza Żelisławskiego i por. Leonarda Dzierdziejowskiego. Wstąpił do 2 pułku Ułanów Grochowskich im. gen. Dwernickiego i wyjechał do Siedlec. Przeprowadził samodzielną nocną akcję wywiadowczą, polegającą na rozpoznaniu dokładnego położenia niemieckiego szwadronu Huzarów Śmierci, walnie przyczyniając się do sukcesu 4 szwadronu w bezkrwawej akcji rozbrojenia Niemców, wczesnym rankiem 5 grudnia 1919 w Rożkach pod Mordami.

Trzeba było widzieć miny Niemców, starych żołnierzy gwardii, gdy przekonali się, że wzięła ich do niewoli garstka na wpół jeszcze cywilnych ułanów. Był to pierwszy triumf młodego pułku.

Miejscowi członkowie POW, w odwecie za masakrę dokonaną w Międzyrzecu, chcieli pozbawić życia niemieckich kawalerzystów, „ale dowodzący akcją por. (rtm.) Żelisławski oświadczył, że żołnierz polski nie może się plamić krwią bezbronnych” i rozbrojonych huzarów zabrano do Siedlec. Po tej operacji został okrzyknięty bohaterem pułku.
Z 4 szwadronem przeszedł Front Poleski, Litewsko-Białoruski i Wołyński. Potem 19 lipca 1920 roku Aleksander Szuch został wachmistrzem szwadronu detaszowanego porucznika Kazimierza Halickiego. Walczył m.in. pod Kupiatyniem i Sokołowem po 16 sierpnia szwadron dołączył do kontruderzenia znad Wieprza „idąc pomimo słabej swojej siły zawsze na przedzie”. W początku września dowódca 29 Brygady podziękował szwadronowi, „który przyczynił się w znacznej mierze do powodzenia oręża naszego”. Podziękowania te otrzymał porucznik Halicki za umiejętne prowadzenie szwadronu, a oficerowie i ułani „za okazaną bitność i odwagę” Aleksander Szuch przed szarżą szwadronu wyjeżdżał przed ułanów i mówił:

Pamiętajcie jak wy nie zabijecie, to was zabiją!

po czym on prowadził jedno a por. Halicki drugie skrzydło do ataku. Aleksander Szuch był trzykrotnie poważnie ranny, stracił oko.
Został kawalerem Krzyża Srebrnego Orderu Virtuti Militari za śmiałą akcję bojową na jesieni 1920 r. (w tym roku został złożony wniosek o odznaczenie). Dostał również czterokrotnie Krzyż Walecznych, a także został odznaczony elitarną „Odznaką za Męstwo”.

## Lata II wojny światowej i późniejsze
Jako żołnierz Organizacji Wojskowej „Wilki” (wstąpił do organizacji wraz z żoną) w czasie II wojny światowej, ratował Żydów, a także wykonywał wyroki śmierci na zdrajcach Polski. Katowany na gestapo w Al. Szucha, w słynnym „tramwaju”, potem na Pawiaku skąd zostaje przewieziony „transportem śmierci” 24 sierpnia 1943 do niemieckiego obozu koncentracyjnego Auschwitz (nr obozowy 139419). Podjął zakończoną niepowodzeniem próbę ucieczki. Dokonywano na nim eksperymenty pseudomedyczne w Natzweiler-Struthof, nr obozowy 16169.
Współpracował z organizacją Wolność i Niezawisłość. Był inwigilowany przez V Departament MBP oraz kilkakrotnie aresztowany i więziony zapobiegawczo bez rozprawy. Należał do „Pogoni” i „Tajnej Organizacji Wojskowej Polski”. Został odznaczony The Interallied Distinguished Service Cross.

## Ordery i odznaczenia
- Krzyż Srebrny Orderu Virtuti Militari nr 4010 – 30 czerwca 1921[9][10][11]
- Krzyż Walecznych czterokrotnie
- Medal Niepodległości – 19 czerwca 1938 „za pracę w dziele odzyskania niepodległości”[12][1]

9 maja 1938 Komitet Krzyża i Medalu Niepodległości ponownie rozpatrzył jego wniosek, lecz Krzyża Niepodległości nie przyznał.

## Przyśpiewka
Tekst przyśpiewki szwadronowej 2 Pułku Ułanów Grochowskich z lat 1918-1920  (m.in. o Aleksandrze Szuchu):

A z Szucha chłopak jest cacany
Ałła werdy, Ałła werdy
Przez wszystkie panny jest kochany
Ałła werdy, Ałła werdy
Frankowski gra na fortepianie
Ałła werdy, Ałła werdy
A Jurek gotuje śniadanie
Ałła werdy, Ałła werdy
A Kiepuszeski w tańcu tupa
Ałła werdy, Ałła werdy
I wszyscy go nazwali... lala
Lalalala, Lalalala
(...)
A gdy przyjdziemy na kwaterę
Ałła werdy, Ałła werdy
Pod rezerwistką ściele derę
Ałła werdy, Ałła werdy
(...)